# Madeleine Chapsal
Madeleine Chapsal (Párizs, 1925. szeptember 1. – Le Pouliguen, 2024. március 11.) francia író, újságíró, esszéista.

## Élete
Szülei Robert Chapsal (1895–1993) és Marcelle Chaumont (1891–1990) voltak. Nagyapja Fernand Chapsal (1862–1939), ügyvéd és politikus, nemzetgazdasági miniszter (1926, 1937–38) és földművelésügyi miniszter (1938).
1947-ben összeházasodott Jean-Jacques Servan-Schreiber (1924–2006), francia újságíróval és politikussal. Férjével és Françoise Giroud-val közösen alapították 1953-ban a L’Express heti hírmagazint. 1960-ban elvált férjétől, de később is szoros munkakapcsolatban maradtak.
A Les Écrivains en personne című interjúkötete 1960-ban jelent meg. Magyarul ennek bevezetője olvasható Hogyan kell interjút írni? címmel az Interjú! Nagy írók műhelyében című kötetben. Ugyanebben a magyar nyelvű kötetben jelent meg Chapsal Simone de Beauvoir-ral és Sartre-ral készített interjúja.
1981 és 2006 között a Femina-díj zsűrijének tagja volt.

## Válogatott művei

### Regények
- La maison de jade. Grasset, Paris, 1979, ISBN 2-246-00677-5
- La femme abandonée. D'apres une nouvelle d'Honoré de Balzac. Fayard, Paris, 1992, ISBN 2-213-02970-9
- Une femme heureuse. Fayard, Paris, 1995, ISBN 978-2213594200
- Le foulard bleu. Fayard, Paris, 1996, ISBN 2-213-59602-6
- Cet homme est marié. Fayard, Paris, 1998 ISBN 978-2-213-60020-8
- La ronde des âges. Fayard, Paris, 2005, ISBN 2-253-11268-2
- Le bonheur dans le mariage. Fayard, Paris, 2009, ISBN 978-2-213-64278-9
- Mari et femme. Le Livre de Poche, Paris, 2014, ISBN 978-2-253-17658-9
- L'Inoubliée. Le Livre de Poche, Paris, 2015, ISBN 978-2-253-19425-5

### Gyerekkönyvek
- Le poisson voyageur. Édition Fleurus, Paris, 1972
- Mimichat. Édition Fleurus, Paris, 1972 (Magicalque; 4.)
- Un anniversaire chez le dragons. Denoël, Paris, 1973
- Bzzi-Bzzi vole dans la prairie. Nef-Chastrusse, Bordeaux, 2009, ISBN 978-2-916104-86-7

### Versek
- Divine passion. Grasset, Paris, 1981, ISBN 2-246-24731-4
- Paroles amoureuses. Fayard, Paris, 1996, ISBN 978-2-213-59683-9

### Esszékötetek
- Les Écrivains en personne. Julliard, Paris, 1960
- Vérités sur les jeunes filles. Fayard, Paris, 1998, ISBN 2-213-60020-1
- La fête sauvage. Lafont, Paris, 1976 (Frédérique Rossiffal közösen)
- Apprendre à aimer. Fayard, Paris, 2007 (Serge Leclaire-rel közösen) ISBN 978-2-213-63351-0
- Callas l'extrême. Lafont, Paris, 2004, ISBN 2-253-10961-4
- Envoyez la petite musique. Grasset, Paris, 1984 (Figures). ISBN 978-2-246-30591-0
- Si je vous dis le mot passion. Le grand livre du mois, Paris, 1999, ISBN 2-7028-3142-7
- Madeleine Vionnet, ma mère et moi. Michel Lafon, Paris, 2010, ISBN 978-2-74991164-9

### Színdarabok
- Un flingue sous les roses. Pièce de Théâtre. Gallimard, Paris, 1985, ISBN 2-07-070411-4
- Quelques pas sur le terre. Pièce de Théâtre. Gallimard, Paris, 1989, ISBN 2-07-071625-2
- Théâtre. Fayard, Paris 1988/89 (2 kötet)

1. En scène pour l'entracte. 1989, ISBN 2-213-60127-5
2. Combien de femmes pour faire un homme? 1988, ISBN 2-213-60208-5

## Fordítás
- Ez a szócikk részben vagy egészben  a   Madeleine Chapsal című német Wikipédia-szócikk ezen változatának fordításán alapul.  Az eredeti cikk szerkesztőit annak laptörténete sorolja fel. Ez a jelzés csupán a megfogalmazás eredetét és a szerzői jogokat jelzi, nem szolgál a cikkben szereplő információk forrásmegjelöléseként.
- Ez a szócikk részben vagy egészben  a   Madeleine Chapsal című angol Wikipédia-szócikk ezen változatának fordításán alapul.  Az eredeti cikk szerkesztőit annak laptörténete sorolja fel. Ez a jelzés csupán a megfogalmazás eredetét és a szerzői jogokat jelzi, nem szolgál a cikkben szereplő információk forrásmegjelöléseként.